# Société anonyme des Charbonnages du Hasard

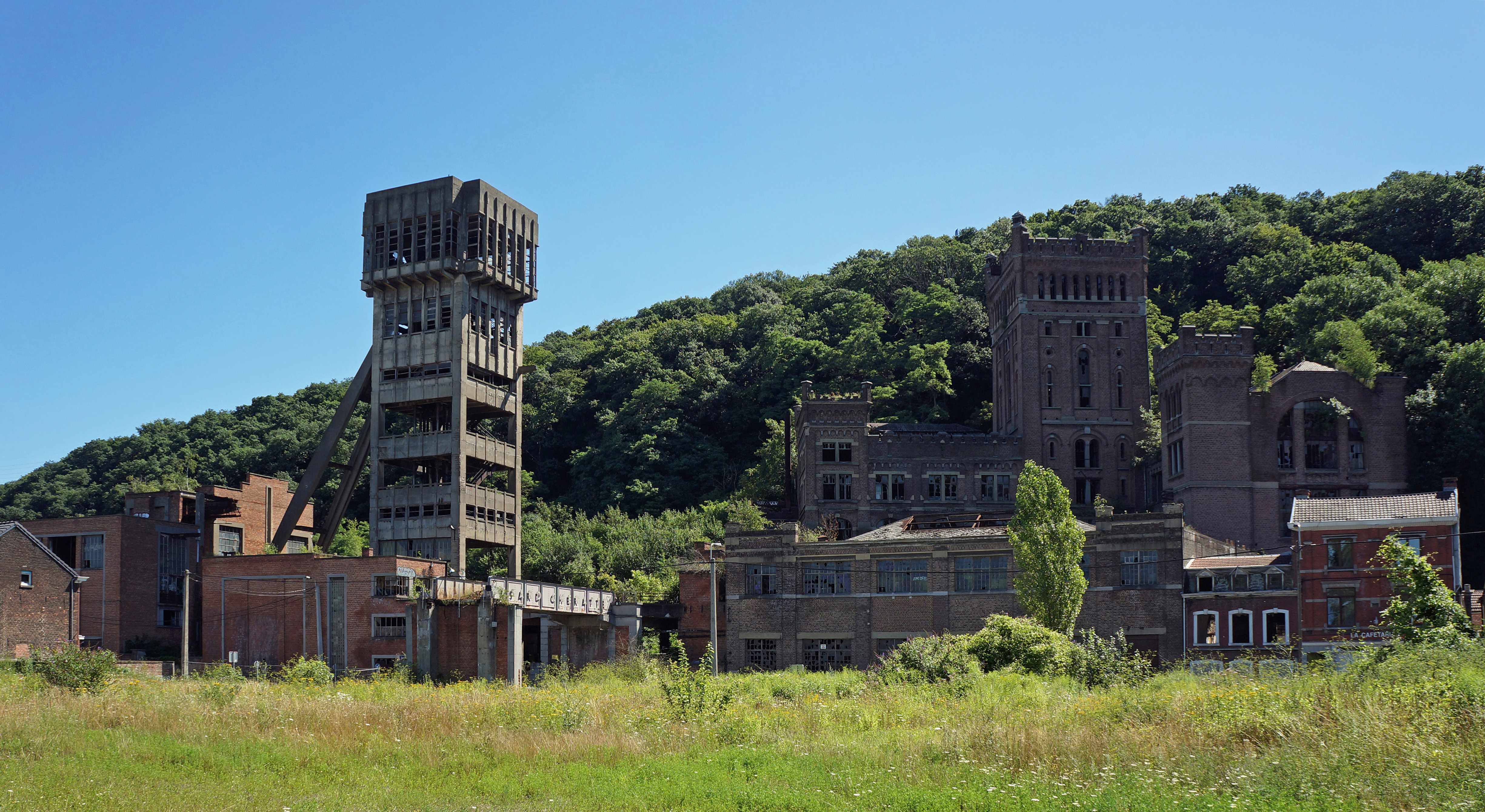
De mijn nummer 10 te Cheratte

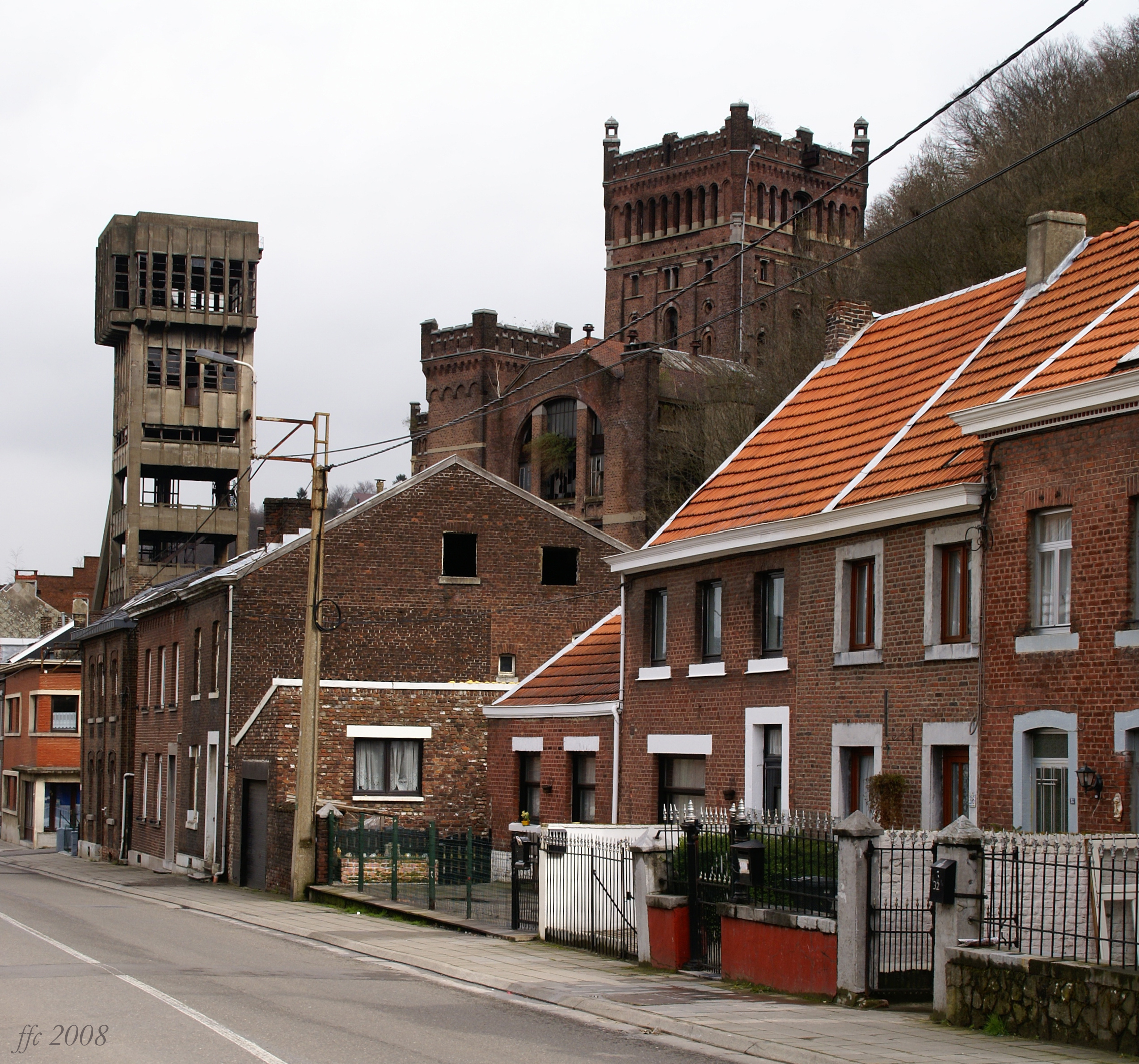
De twee torens en de schachtbok van schacht nummer 1

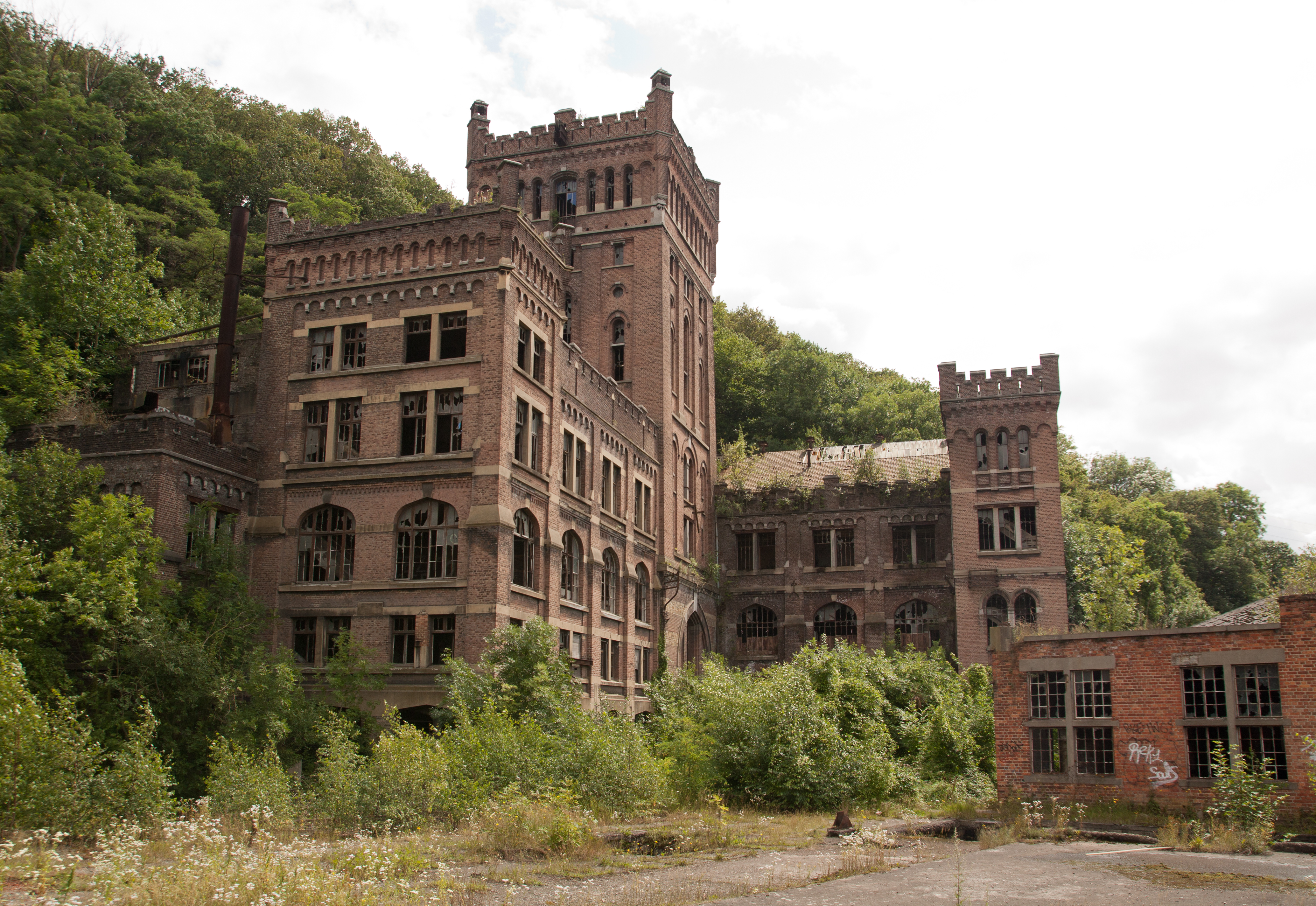
Het mijngebouw van schacht nummer 1

De Société anonyme des Charbonnages du Hasard was een steenkoolmijnbouwbedrijf dat actief was in het Luiks steenkoolbekken.
De concessie strekte zich uit over het grondgebied van Cheratte, Housse, Barchon, Cerexhe-Heuseux, Soumagne en Fléron in het Land van Herve, en tevens in Herstal. De hoofdzetel was te Cheratte.
De belangrijkste aangrenzende concessies waren die van de:
- Société anonyme des Charbonnages de Bonne Espérance, Batterie, Bonne-Fin et Violette
- Société anonyme des Charbonnages de la Grande Bacnure
- Société anonyme des Charbonnages de Wérister
- Société anonyme du Charbonnage du Bois de Micheroux

## Geschiedenis
Tussen 1511 en 1811 was er sprake van kleinschalige steenkoolwinning in dit gebied. In 1827 werd de eerste stoommachine geïnstalleerd om het vele water dat zich in de mijngangen verzamelde af te voeren. Dit werd veroorzaakt door de nabijheid van de Maas. Pas in 1847 begon de exploitatie op industriële schaal.
In 1848 werden er twee schachten aangelegd die tot 170 respectievelijk 250 meter diepte voerden. Een ernstig ongeval in 1877 ten gevolge van wateroverlast maakte dat de winning werd stilgelegd en de toenmalige maatschappij ontbonden werd.
In 1905 werd uiteindelijk de Société anonyme des Charbonnages du Hasard opgericht met hoofdkantoor te Micheroux. De productie bedroeg ongeveer 1 kton steenkool per dag.
Vanaf 1920 werd een haven en een spoorlijn aangelegd om de steenkool af te voeren. Vanaf 1925 werd ook een fabrieksnederzetting (cité ouvrière) gebouwd voor het snel toenemend aantal mijnwerkers, dat groeide tot 1500 in 1930.
In 1930 werd de Société anonyme des Charbonnages de Maireux et Bas-Bois overgenomen. De mijngangen werden onderaards verbonden met de schacht van Cheratte, waar ook alle steenkool bovengronds werd gebracht. Ook de Société anonyme du Charbonnage de Belle-Vue et Bien-Venue te Herstal werd in dat jaar overgenomen.
In 1963 sloten reeds de schachten Sainte-Anne en Charles te Fléron. In 1968 sloot de mijn te Herstal, in 1974 de Grande Bure te Micheroux, en in 1977 werd ook de mijnzetel te Cheratte gesloten, waarmee een einde kwam aan de activiteit van de maatschappij.

## Heden
Een aantal overblijfselen van de mijngeschiedenis bestaan nog. Zo is er de fabrieksnederzetting, de terril tussen Micheroux en Retinne, de gebouwen van de Steenkolenmijn van Hasard met de torens bij schacht nummer 1 welke omstreeks 1980 als monument werden geklasseerd, en de machinezaal. De schacht Bas-Bois werd grotendeels bewaard, en de stalen schachtbok is de enig overgeblevene in de Luikse regio.